# Anabel Medinaová Garriguesová
Ana Isabel Medinaová Garriguesová, nepřechýleně Ana Isabel Medina Garrigues (* 31. července 1982 Valencie) je bývalá španělská profesionální tenistka. Ve své dosavadní kariéře vyhrála 11 turnajů WTA ve dvouhře a 28 ve čtyřhře.

## Finálové účasti na turnajích Grand Slamu

### Čtyřhra: 2 (2–0)
| Stav    | rok  | turnaj          | povrch | spoluhráčka                 | soupeřky ve finále                       | výsledek      |
| ------- | ---- | --------------- | ------ | --------------------------- | ---------------------------------------- | ------------- |
| Vítězka | 2008 | French Open     | antuka | Virginia Ruanová Pascualová | Casey Dellacquová Francesca Schiavoneová | 6–3, 7–6, 6–3 |
| Vítězka | 2009 | French Open (2) | antuka | Virginia Ruanová Pascualová | Viktoria Azarenková Jelena Vesninová     | 6–1, 6–1      |

## Zápasy o olympijské medaile

### Ženská čtyřhra: 1 (1 stříbro)
| Stav    | rok  | místo konání | povrch | spoluhráčka                 | soupeřky                             | výsledek |
| ------- | ---- | ------------ | ------ | --------------------------- | ------------------------------------ | -------- |
| Stříbro | 2008 | Peking, Čína | tvrdý  | Virginia Ruanová Pascualová | Serena Williamsová Venus Williamsová | 2–6, 0–6 |

## Finálové účasti na turnajích WTA (49)

### Dvouhra (11–7)
| Legenda: před 2009      | Legenda: od 2009      |
| ----------------------- | --------------------- |
| Turnaje Grand Slamu (0) |                       |
| WTA Championships (0)   |                       |
| Tier I (0)              | Premier Mandatory (0) |
| Tier II (0)             | Premier 5 (0)         |
| Tier III (3/2)          | Premier (0)           |
| Tier IV & V (5/3)       | International (3/1)   |

#### Výhry (11)
| Č.  | Datum             | Turnaj               | Povrch | Soupeřka ve finále    | Výsledek         |
| 1.  | 14. červenec 2001 | Palermo, Itálie      | antuka | Cristina Torrensová   | 6-4, 6-4         |
| 2.  | 25. červenec 2004 | Palermo, Itálie      | antuka | Flavia Pennettaová    | 6-4, 6-4         |
| 3.  | 21. květen 2005   | Štrasburk, Francie   | antuka | Marta Domachowska     | 6-4, 6-3         |
| 4.  | 24. červenec 2005 | Palermo, Itálie      | antuka | Klára Zakopalová      | 6-4, 6-0         |
| 5.  | 13. leden 2006    | Canberra, Austrálie  | tvrdý  | Yoon Jeong Cho        | 6-4, 0-6, 6-4    |
| 6.  | 23. červenec 2006 | Palermo, Itálie      | antuka | Tathiana Garbinová    | 6-4, 6-4         |
| 7.  | 26. květen 2007   | Štrasburk, Francie   | antuka | Amélie Mauresmová     | 6-4, 4-6, 6-4    |
| 8.  | 24. květen 2008   | Štrasburk, Francie   | antuka | Katarina Srebotniková | 4-6, 7-6(4), 6-0 |
| 9.  | 2. květen 2009    | Fès, Maroko          | antuka | Jekatěrina Makarovová | 6-0, 6-1         |
| 10. | 30. duben 2011    | Estoril, Portugalsko | antuka | Kristina Barroisová   | 6–1, 6–2         |
| 11. | 17. červenec 2011 | Palermo, Itálie      | antuka | Polona Hercogová      | 6–3, 6–2         |

#### Prohry (7)
| Č. | Datum             | Turnaj              | Povrch      | Vítězka            | Výsledek       |
| 1. | 11. leden 2002    | Hobart, Austrálie   | tvrdý       | Martina Suchá      | 7-6(7), 6-1    |
| 2. | 23. únor 2003     | Bogotá, Kolumbie    | antuka      | Fabiola Zuluagová  | 6-3, 6-2       |
| 3. | 1. říjen 2006     | Guangzhou, Čína     | tvrdý       | Anna Čakvetadzeová | 6-1, 6-4       |
| 4. | 4. květen 2008    | Fès, Maroko         | antuka      | Gisela Dulková     | 7-6(2), 7-6(5) |
| 5. | 27. červenec 2008 | Portorož, Slovinsko | tvrdý       | Sara Erraniová     | 6-3, 6-3       |
| 6. | 27. září 2009     | Soul, Jižní Korea   | tvrdý       | Kimiko Dateová     | 6-3, 6-3       |
| 7. | 5. listopad 2011  | Bali, Indonésie     | tvrdý, hala | Ana Ivanovićová    | 6–3, 6–0       |

### Čtyřhra (18–13)
| Legenda: Před rokem 2009  | Legenda: Po roce 2009   |
| ------------------------- | ----------------------- |
| Turnaje Grand Slamu (2/0) |                         |
| Olympiáda (0/1)           |                         |
| WTA Championships (0/0)   |                         |
| Kategorie I (0/1)         | Premier Mandatory (0/0) |
| Kategorie II (1/4)        | Premier 5 (0/0)         |
| Kategorie III (3/2)       | Premier (0/0)           |
| Kategorie IV & V (7/3)    | International (5/2)     |

#### Výhry (18)
| Č.  | Datum             | Turnaj                       | Povrch | Partner                | Soupeřky ve finále                       | Výsledek            |
| 1.  | 3. březen 2001    | Acapulco, Mexiko             | antuka | María J. M. Sánchezová | Paola Suárezová Virginia R. Pascualová   | 6-4, 6-7(5), 7-5    |
| 2.  | 7. duben 2001     | Porto, Portugalsko           | antuka | María J. M. Sánchezová | Rita Grandeová Alexandra Fusaiová        | 6-1, 6-7(5), 7-5    |
| 3.  | 5. květen 2001    | Bol, Chorvatsko              | antuka | María J. M. Sánchezová | Tina Pisniková Naďa Petrovová            | 7-5, 6-4            |
| 4.  | 4. srpen 2001     | Basilej, Švýcarsko           | antuka | María J. M. Sánchezová | Marta Marrerová Joannette Krugerová      | 7-6(5), 6-2         |
| 5.  | 24. červenec 2004 | Palermo, Itálie              | antuka | Arantxa S. Vicariová   | Henrieta Nagyová Ľubomíra Kurhajcová     | 6-3, 7-6(4)         |
| 6.  | 18. červen 2005   | 's-Hertogenbosch, Nizozemsko | tráva  | Dinara Safinová        | Nuria L. Vivesová Iveta Benešová         | 6-4, 2-6, 7-6(11)   |
| 7.  | 25. září 2005     | Portorož, Slovinsko          | tvrdý  | Roberta Vinciová       | Katarina Srebotniková Jelena K. Tošićová | 6-4, 5-7, 6-2       |
| 8.  | 4. srpen 2007     | Stockholm, Švédsko           | tvrdý  | Virginia R. Pascualová | Tetiana Lužanská Čchin-wei Čchanová      | 6-1, 5-7, 10-6      |
| 9.  | 11. leden 2008    | Hobart, Austrálie            | tvrdý  | Virginia R. Pascualová | Eleni Daniilidou Jasmin Wöhrová          | 6-2, 6-4            |
| 10. | 6. červen 2008    | French Open, Francie         | antuka | Virginia R. Pascualová | Casey Dellacquaová F. Schiavoneová       | 2-6, 7-5, 6-4       |
| 11. | 26. červenec 2008 | Portorož, Slovinsko          | tvrdý  | Virginia R. Pascualová | Věra Duševinová Jekaterina Makarovová    | 6-4, 6-1            |
| 12. | 28. září 2008     | Peking, Čína                 | tvrdý  | Caroline Wozniacká     | Sin-jun Chanová Ji-fan Suová             | 6-1, 6-3            |
| 13. | 5. červen 2009    | French Open, Francie         | antuka | Virginia R. Pascualová | Viktoria Azarenková Jelena Vesninová     | 6-1, 6-1            |
| 14. | 1. květen 2010    | Fés, Maroko                  | antuka | Iveta Benešová         | Lucie Hradecká Renata Voráčová           | 6-3, 6-1            |
| 15. | 8. květen 2010    | Estoril, Portugalsko         | antuka | Sorana Cîrstea         | Vitalia Diatchenko Aurélie Védy          | 6–1, 7–5            |
| 16. | 25. červenec 2010 | Bad Gastein, Rakousko        | antuka | Lucie Hradecká         | Timea Bacsinszky Tathiana Garbin         | 6–7(2), 6–1, [10–5] |
| 17. | 19. únor 2011     | Bogotá, Kolumbie             | antuka | Edina Gallovits-Hall   | Sharon Fichman Laura Pous Tió            | 2–6, 7–6(6), [11–9] |
| 18. | 10. červenec 2011 | Budapešť, Maďarsko           | antuka | Alicja Rosolska        | Natalie Grandin Vladimíra Uhlířová       | 6–2, 6–2            |

#### Prohry (13)
| Č.  | Datum             | Turnaj                       | Povrch  | Partnerka              | Vítězky                                  | Výsledek      |
| 1.  | 14. červenec 2001 | Palermo, Itálie              | antuka  | María J. M. Sánchezová | Janette Husárová Tathiana Garbinová      | 4-6, 6-2, 6-4 |
| 2.  | 28. únor 2004     | Bogotá, Kolumbie             | antuka  | Arantxa P. Santonjová  | Jasmin Wöhrová Barbara Schwartzová       | 6-1, 6-3      |
| 3.  | 14. leden 2005    | Hobart, Austrálie            | tvrdý   | Dinara Safinová        | Čeng Ťie Jen C’                          | 6-4, 7-5      |
| 4.  | 13. únor 2005     | Paříž, Francie               | koberec | Dinara Safinová        | Květa Peschkeová Iveta Benešová          | 6-2, 2-6, 6-2 |
| 5.  | 20. únor 2005     | Antverpy, Belgie             | koberec | Dinara Safinová        | Els Callensová Cara Blacková             | 3-6, 6-4, 6-4 |
| 6.  | 15. květen 2005   | Řím, Itálie                  | antuka  | Maria Kirilenková      | Liezel Huberová Cara Blacková            | 6-0, 4-6, 6-1 |
| 7.  | 7. květen 2006    | Varšava, Polsko              | antuka  | Katarina Srebotniková  | Anastasija Myskinová Jelena Lichovcevová | 6-3, 6-4      |
| 8.  | 12. leden 2007    | Hobart, Austrálie            | tvrdý   | Virginia R. Pascualová | Jelena Vesninová Jelena Lichovcevová     | 2-6, 6-1, 6-2 |
| 9.  | 8. duben 2007     | Amelia Island, USA           | antuka  | Virginia R. Pascualová | Katarina Srebotniková Mara Santangelová  | 6-3, 7-6(4)   |
| 10. | 22. červen 2007   | 's-Hertogenbosch, Nizozemsko | tráva   | Virginia R. Pascualová | Čuang Ťia-žung Čan Jung-žan              | 7-5, 6-2      |
| 11. | 17. srpen 2008    | LOH Peking, Čína             | tvrdý   | Virginia R. Pascualová | Serena Williamsová Venus Williamsová     | 6-2, 6-0      |
| 12. | 12. duben 2009    | Marbella, Španělsko          | antuka  | Virginia R. Pascualová | Klaudia Jansová Alicja Rosolská          | 6-3, 6-3      |
| 13. | 11. červenec 2010 | Budapešť, Maďarsko           | antuka  | Sorana Cîrstea         | Timea Bacsinszky Tathiana Garbin         | 6–3, 6–3      |

## Fed Cup
Anabel Medinová Garriguesová se zúčastnila 21 zápasů ve Fed Cupu za tým Španělska s bilancí 10–13 ve dvouhře a 8–3 ve čtyřhře.

## Postavení na žebříčku WTA na konci sezóny

### Dvouhra
| Rok    | 1998 | 1999   | 2000   | 2001  | 2002   | 2003  | 2004  | 2005  | 2006  | 2007  | 2008  | 2009  | 2010  | 2011  |
| Pořadí | 698. | ▲ 313. | ▲ 114. | ▲ 65. | ▼ 116. | ▲ 71. | ▲ 39. | ▲ 34. | ▲ 27. | ▼ 35. | ▲ 22. | ▼ 28. | ▼ 73. | ▲ 27. |

### Čtyřhra
| Rok    | 2001 | 2002   | 2003   | 2004  | 2005  | 2006  | 2007  | 2008 | 2009  |
| Pořadí | 42.  | ▼ 177. | ▲ 165. | ▲ 79. | ▲ 20. | ▲ 19. | ▼ 25. | ▲ 3. | ▼ 11. |